# Báritjávri
Báritjávri eller Päärikjävri är en sjö i Finland. Den ligger i kommunen Utsjoki i landskapet Lappland, i den norra delen av landet, 1 100 km norr om huvudstaden Helsingfors. Báritjávri ligger 268,4 meter över havet. Omgivningarna runt Báritjávri är i huvudsak ett öppet busklandskap. Arean är 35,2 hektar och strandlinjen är 3,94 kilometer lång. Sjön  ingår i Tana älvs huvudavrinningsområde. 